# Крильце

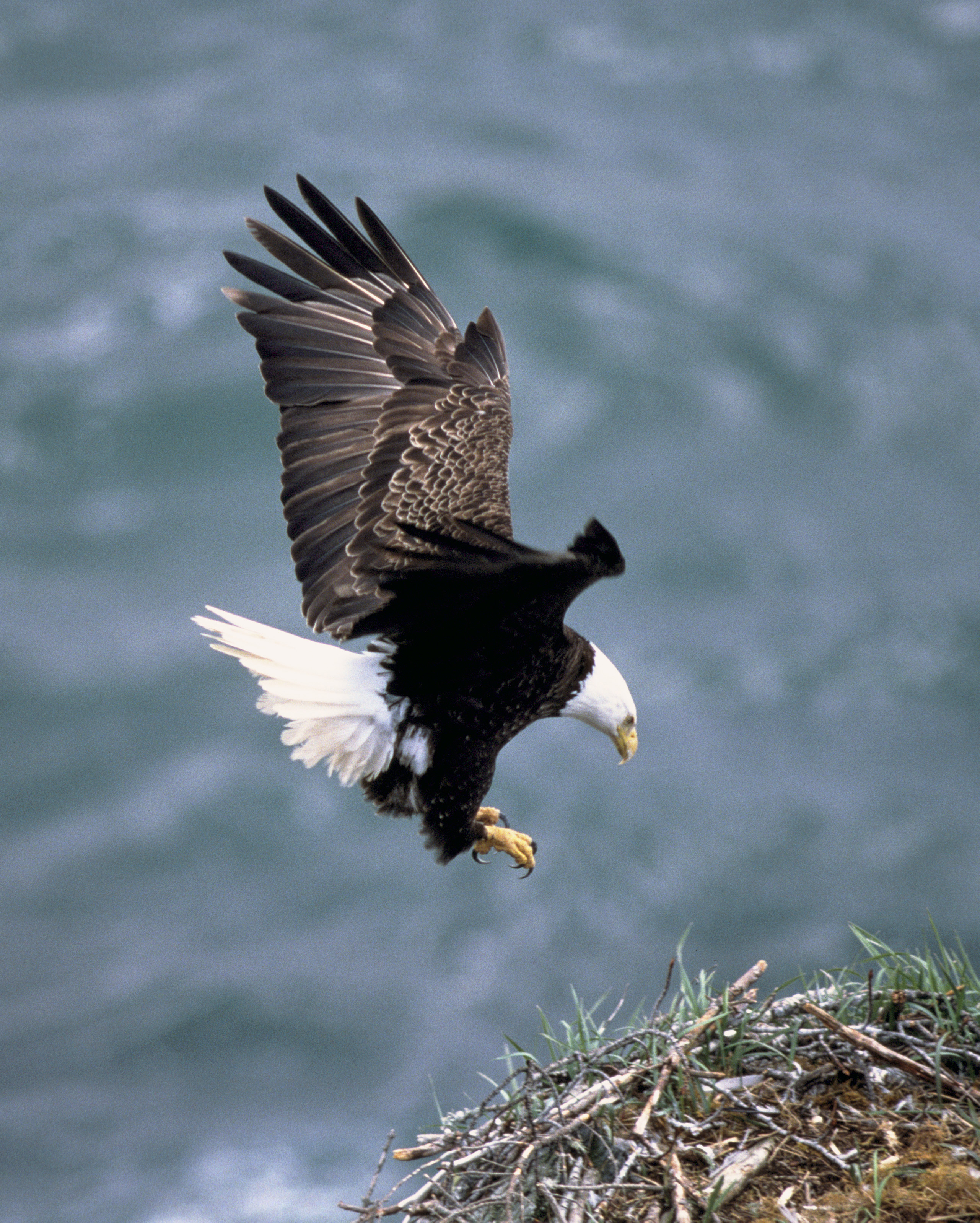
Білоголовий орлан (Haliaeetus leucocephalus) при посадці із виставленими уперед крильцями

Крильце, придаткове крило (alula) — невеликий виріст на передньому краю крила птахів. Крильце має в основі полекс («великий палець») птахів і здатне вільно рухатися відносно решти крила. Воно зазвичай складається з 3-5 невеликих пір'їв. Подібно до махового пір'я, пір'я придаткового крила асиметричне, воно не має жорсткості, характерної для махового.
Крильце відіграє важливу роль в польоті, допомагаючи при повільному русі. Це пір'я виконує функцію, подібну до функції передкрилків крила літаків, дозволяючи крилу досягати більшого кута атаки та збільшення підйомної сили, запобігаючи втраті швидкості. Рухаючи великий палець та змінюючи щілину між крильцем та рештою крила, птах запобігає втрати швидкості, що необхідно при повільному польоті або приземленні.